# 糟菜
糟菜是福建特产，主要以芥菜为原料，将其晒干加盐、置于容器中用红糟（酒糟）揉制腌存，使之入味
。
腌制后的糟菜保存时间长，一年四季可食，吃法多种，可有 蒸、炒、煮等烹饪方法，常作为烹饪与汤汁的佐料。福州一带，尤其是盛产优质红糟的闽清等县所产的糟菜最为有名。